# Campionato europeo maschile di pallacanestro Under-20 2005
L'8º Campionato Europeo maschile Under-20 di Pallacanestro FIBA (noto anche come FIBA EuroBasket Under-20 2005) si è svolto in Russia dall'8 luglio al 17 luglio 2005.
Al termine della competizione la Ucraina under 20 e la Rep. Ceca under 20 vennero retrocesse in Division B.

## Risultati

### Prima fase a gruppi

#### Gruppo A
| Team        | V - P | PF - PS   | Pt |
| ----------- | ----- | --------- | -- |
| 1. Grecia   | 3 - 0 | 239 - 176 | 6  |
| 2. Lettonia | 2 - 1 | 218 - 202 | 5  |
| 3. Ucraina  | 1 - 2 | 203 - 223 | 4  |
| 4. Germania | 0 - 3 | 190 - 249 | 3  |

#### Gruppo B
| Team           | V - P | PF - PS   | Pt |
| -------------- | ----- | --------- | -- |
| 1. Lituania    | 3 - 0 | 303 - 183 | 6  |
| 2. Italia      | 2 - 1 | 214 - 214 | 5  |
| 3. Bielorussia | 1 - 2 | 174 - 209 | 4  |
| 4. Rep. Ceca   | 0 - 3 | 161 - 246 | 3  |

#### Gruppo C
| Team        | V - P | PF - PS   | Pt |
| ----------- | ----- | --------- | -- |
| 1. Russia   | 2 - 1 | 303 - 183 | 5  |
| 2. Francia  | 2 - 1 | 214 - 214 | 5  |
| 3. Croazia  | 1 - 2 | 174 - 209 | 4  |
| 4. Slovenia | 1 - 2 | 161 - 246 | 4  |

#### Gruppo D
| Team                   | V - P | PF - PS   | Pt |
| ---------------------- | ----- | --------- | -- |
| 1. Serbia e Montenegro | 3 - 0 | 226 - 180 | 6  |
| 2. Israele             | 2 - 1 | 199 - 198 | 5  |
| 3. Spagna              | 1 - 2 | 216 - 204 | 4  |
| 4. Turchia             | 0 - 3 | 170 - 229 | 3  |

### Seconda fase a gruppi - 1º/8º posto

#### Gruppo E
| Team       | V - P | PF - PS   | Pt |
| ---------- | ----- | --------- | -- |
| 1. Russia  | 3 - 0 | 233 - 185 | 6  |
| 2. Israele | 1 - 2 | 183 - 201 | 4  |
| 3. Grecia  | 1 - 2 | 180 - 202 | 4  |
| 4. Italia  | 1 - 2 | 207 - 215 | 4  |

#### Gruppo F
| Team                   | V - P | PF - PS   | Pt |
| ---------------------- | ----- | --------- | -- |
| 1. Lituania            | 2 - 1 | 228 - 204 | 5  |
| 2. Serbia e Montenegro | 2 - 1 | 207 - 187 | 5  |
| 3. Francia             | 1 - 2 | 188 - 213 | 4  |
| 4. Lettonia            | 1 - 2 | 184 - 203 | 4  |

### Seconda fase a gruppi - 9º/16º posto

#### Gruppo G
| Team         | V - P | PF - PS   | Pt |
| ------------ | ----- | --------- | -- |
| 1. Croazia   | 3 - 0 | 244 - 187 | 6  |
| 2. Turchia   | 2 - 1 | 211 - 206 | 5  |
| 3. Ucraina   | 1 - 2 | 199 - 229 | 4  |
| 4. Rep. Ceca | 0 - 3 | 192 - 224 | 3  |

#### Gruppo H
| Team           | V - P | PF - PS   | Pt |
| -------------- | ----- | --------- | -- |
| 1. Spagna      | 3 - 0 | 227 - 163 | 6  |
| 2. Slovenia    | 2 - 1 | 205 - 185 | 5  |
| 3. Bielorussia | 1 - 2 | 186 - 220 | 4  |
| 4. Germania    | 0 - 3 | 173 - 223 | 3  |

### Fase ad eliminazione diretta

#### Tabellone gare 13º - 16º posto
|  | Playoffs    | Playoffs    | Playoffs    |             |          | Tredicesimo posto | Tredicesimo posto | Tredicesimo posto |  |
|  |             |             |             |             |          |                   |                   |                   |  |
|  | Ucraina     | Ucraina     | 65          |             |          |                   |                   |                   |  |
|  | Ucraina     | Ucraina     | 65          |             |          |                   |                   |                   |  |
|  | Germania    | Germania    | 81          |             |          |                   |                   |                   |  |
|  | Germania    | Germania    | 81          |             | Germania | Germania          | 59                |                   |  |
|  |             |             |             |             | Germania | Germania          | 59                |                   |  |
|  |             |             | Bielorussia | Bielorussia | 54       |                   |                   |                   |  |
|  | Bielorussia | Bielorussia | Bielorussia | Bielorussia | 54       | 76                |                   |                   |  |
|  | Bielorussia | Bielorussia |             |             |          | 76                |                   |                   |  |
|  | Rep. Ceca   | Rep. Ceca   | 59          |             |          | Sedicesimo posto  | Sedicesimo posto  | Sedicesimo posto  |  |
|  | Rep. Ceca   | Rep. Ceca   | 59          |             |          |                   |                   |                   |  |
|  |             |             |             |             |          |                   |                   |                   |  |
|  |             |             |             |             |          | Ucraina           | Ucraina           | 76                |  |
|  |             |             |             |             |          | Ucraina           | Ucraina           | 76                |  |
|  |             |             |             |             |          | Rep. Ceca         | Rep. Ceca         | 50                |  |

#### Tabellone gare 9º - 12º posto
|  | Playoffs | Playoffs | Playoffs |        |          | Nono posto       | Nono posto       | Nono posto       |  |
|  |          |          |          |        |          |                  |                  |                  |  |
|  | Croazia  | Croazia  | 87       |        |          |                  |                  |                  |  |
|  | Croazia  | Croazia  | 87       |        |          |                  |                  |                  |  |
|  | Slovenia | Slovenia | 95       |        |          |                  |                  |                  |  |
|  | Slovenia | Slovenia | 95       |        | Slovenia | Slovenia         | 69               |                  |  |
|  |          |          |          |        | Slovenia | Slovenia         | 69               |                  |  |
|  |          |          | Spagna   | Spagna | 80       |                  |                  |                  |  |
|  | Spagna   | Spagna   | Spagna   | Spagna | 80       | 77               |                  |                  |  |
|  | Spagna   | Spagna   |          |        |          | 77               |                  |                  |  |
|  | Turchia  | Turchia  | 61       |        |          | Undicesimo posto | Undicesimo posto | Undicesimo posto |  |
|  | Turchia  | Turchia  | 61       |        |          |                  |                  |                  |  |
|  |          |          |          |        |          |                  |                  |                  |  |
|  |          |          |          |        |          | Croazia          | Croazia          | 83               |  |
|  |          |          |          |        |          | Croazia          | Croazia          | 83               |  |
|  |          |          |          |        |          | Turchia          | Turchia          | 65               |  |

#### Tabellone gare 5º - 8º posto
|  | Playoffs | Playoffs | Playoffs |         |        | Quinto posto  | Quinto posto  | Quinto posto  |  |
|  |          |          |          |         |        |               |               |               |  |
|  | Lettonia | Lettonia | 69       |         |        |               |               |               |  |
|  | Lettonia | Lettonia | 69       |         |        |               |               |               |  |
|  | Grecia   | Grecia   | 84       |         |        |               |               |               |  |
|  | Grecia   | Grecia   | 84       |         | Grecia | Grecia        | 78            |               |  |
|  |          |          |          |         | Grecia | Grecia        | 78            |               |  |
|  |          |          | Francia  | Francia | 77     |               |               |               |  |
|  | Francia  | Francia  | Francia  | Francia | 77     | 93            |               |               |  |
|  | Francia  | Francia  |          |         |        | 93            |               |               |  |
|  | Italia   | Italia   | 57       |         |        | Settimo posto | Settimo posto | Settimo posto |  |
|  | Italia   | Italia   | 57       |         |        |               |               |               |  |
|  |          |          |          |         |        |               |               |               |  |
|  |          |          |          |         |        | Lettonia      | Lettonia      | 85            |  |
|  |          |          |          |         |        | Lettonia      | Lettonia      | 85            |  |
|  |          |          |          |         |        | Italia        | Italia        | 69            |  |

#### Tabellone finale
|  | Playoffs            | Playoffs            | Playoffs |          |        | Finale              | Finale              | Finale      |  |
|  |                     |                     |          |          |        |                     |                     |             |  |
|  | Serbia e Montenegro | Serbia e Montenegro | 56       |          |        |                     |                     |             |  |
|  | Serbia e Montenegro | Serbia e Montenegro | 56       |          |        |                     |                     |             |  |
|  | Russia              | Russia              | 64       |          |        |                     |                     |             |  |
|  | Russia              | Russia              | 64       |          | Russia | Russia              | 61                  |             |  |
|  |                     |                     |          |          | Russia | Russia              | 61                  |             |  |
|  |                     |                     | Lituania | Lituania | 53     |                     |                     |             |  |
|  | Lituania            | Lituania            | Lituania | Lituania | 53     | 67                  |                     |             |  |
|  | Lituania            | Lituania            |          |          |        | 67                  |                     |             |  |
|  | Israele             | Israele             | 66       |          |        | Terzo posto         | Terzo posto         | Terzo posto |  |
|  | Israele             | Israele             | 66       |          |        |                     |                     |             |  |
|  |                     |                     |          |          |        |                     |                     |             |  |
|  |                     |                     |          |          |        | Serbia e Montenegro | Serbia e Montenegro | 63          |  |
|  |                     |                     |          |          |        | Serbia e Montenegro | Serbia e Montenegro | 63          |  |
|  |                     |                     |          |          |        | Israele             | Israele             | 45          |  |

## Classifica finale
| Campione d'Europa | Campione d'Europa   | Campione d'Europa |
| --- | ------------------- | --- |
| Russia under 204 Kolesnikov, 5 Fridzon, 6 Ponkrašov, 7 Komarovskij, 8 Voronov, 9 Sokolov, 10 Vjal'cev, 11 Dudukin, 12 Šabalkin, 13 Zavoruev, 14 Kurbanov, 15 Agapov, All. Evgenij Pašutin |                     | |
| Argento | Lituania            | Lituania under 204 Šidlauskas, 5 Alijevas, 6 Mačiulis, 7 Kalnietis, 8 Seibutis, 9 Ruikis, 10 Jomantas, 11 Jasiulionis, 12 Mažeika, 13 Kisielius, 14 Truškauskas, 15 Ramanauskas, All. Rimas Kurtinaitis |
| Bronzo | Serbia e Montenegro | Serbia e Montenegro under 204 Tripković, 5 Bogdanović, 6 Bakić, 7 Rakić, 8 Golubović, 9 Ratkovica, 10 Maraš, 11 Dragićević, 12 Raković, 13 Veličković, 14 Peković, 15 Micov, All. Luka Pavićević        |
| 4. | Israele             | Israele under 204 Cohen, 5 E. Eliyahu, 6 Greenboim, 7 Hanochi, 8 Farhi, 9 Berkowitz, 10 Hirsh, 11 L. Eliyahu, 12 Ben Chimol, 13 Kazarnovski, 14 Nir, 15 Hakmon, All. Yaakov Gino                        |
| 5. | Grecia              | Grecia under 204 Katranas, 5 Milošević, 6 Kalaitzidīs, 7 Vasilopoulos, 8 Sfeikos, 9 Magkounīs, 10 Papanikolaou, 11 Printezīs, 12 Mauroeidīs, 13 Šakota, 14 Lolas, 15 Vougioukas, All. Nikos Kerameas    |
| 6. | Francia             | Francia under 204 Parker, 5 Amagou, 6 Larrouquis, 7 Plateau, 8 Mipoka, 9 Bokolo, 10 Marco, 11 Cissé, 12 Corre, 13 Aka, 14 Ben Driss, 15 Mahinmi, All. Jacques Commères                                  |
| 7. | Lettonia            | Lettonia under 204 Cavars, 5 Patmalnieks, 6 Šlesers, 7 Kravčenko, 8 Jurevičus, 9 Jeromanovs, 10 Sirsniņš, 11 Kazāks, 12 Gulbis, 13 Aleksejevs, 14 Bērziņš, 15 Gubāts, All. Varis Krūmiņš                |
| 8. | Italia              | Italia under 204 Berti, 5 Ferrara, 6 Castelluccia, 7 Vitali, 8 Marino, 9 Belinelli, 10 Antonutti, 11 Canavesi, 12 Sacchetti, 13 Cortese, 14 Fattori, 15 Lechthaler, All. Fabrizio Frates                |
| 9. | Spagna              | Spagna under 204 Izquierdo, 5 San Miguel, 6 Sàbat, 7 Chuan, 8 García, 9 Suárez, 10 Feliu, 11 Rodríguez, 12 Fontet, 13 Moncasi, 14 Blanco, 15 Gasol, All. Paco Olmos                                     |
| 10. | Slovenia            | Slovenia under 204 Jersin, 5 Vrečko, 6 Marković, 7 Rozman, 8 Begić, 9 Dragić, 10 Bajramlič, 11 Marolt, 12 Čebular, 13 Čuković, 14 Močnik, 15 Črešnar, All. Miro Alilović                                |
| 11. | Croazia             | Croazia under 204 Tičina, 5 Stipčević, 6 Markota, 7 Simon, 8 Rudež, 9 Babić, 10 Lalić, 11 Garma, 12 Barać, 13 Andrić, 14 Trepalovac, 15 Kovačević, All. Davor Vučković                                  |
| 12. | Turchia             | Turchia under 204 Kavaklıoğlu, 5 Doganli, 6 Ermiş, 7 Kaçaniku, 8 Altay, 9 Büker, 10 Çetin, 11 Çankaya, 12 Şerafettin Birgen, 13 Saygın, 14 Erden, 15 Demirel, All. Orhun Ene                            |
| 13. | Germania            | Germania under 204 Kulawick, 5 Bahiense de Mello, 6 Schmidt, 7 Barth, 8 Zwiener, 9 Stückemann, 10 Willemsen, 11 King, 12 Lipke, 13 Schneider, 14 Raffington, 15 Lange, All. Chris Fleming               |
| 14. | Bielorussia         | Bielorussia under 204 Trastsinetski, 5 Paliashchuk, 6 Mishukou, 7 Gandlin, 8 Sanotski, 9 Skidan, 10 Hrekhau, 11 Yafremau, 12 Pushtahvar, 13 Shustau, 14 Akulich, 15 Parachoŭski, All. -                 |
| Retrocesse in Division B |                     | |
| 15. | Ucraina             | Ucraina under 204 Ščepkin, 5 Havryljuk, 6 Djatlovskyj, 7 Ponomarenko, 8 Stefanyšyn, 9 Loktionov, 10 Horbenko, 11 Orlenko, 12 Fesenko, 13 Švec', 14 Pečerov, 15 Ahafonov, All. Jurij Šapovalov           |
| 16. | Rep. Ceca           | Rep. Ceca under 204 Marek, 5 Procházka, 6 Vukotic, 7 Pumprla, 8 Rotrekl, 9 Sismilich, 10 Fohler, 11 Uhlir, 12 Bohačík, 13 Tomanec, 14 Kramny, 15 Šteffel, All. František Rón                            |

## Riconoscimenti ai giocatori

### MVP del torneo
- Nikita Kurbanov

### Miglior quintetto del torneo
- Nikita Kurbanov
- Renaldas Seibutis
- Artūras Jomantas
- Luka Bogdanović
- Lior Eliyahu

## Statistiche
Punti
| Pos. | Nome              | Punti | Gare | PPG  |
| ---- | ----------------- | ----- | ---- | ---- |
| 1.   | Damir Markota     | 146   | 8    | 18,3 |
| 2.   | Lior Eliyahu      | 144   | 8    | 18,0 |
| 2.   | Renaldas Seibutis | 139   | 8    | 17,4 |
| 4.   | Marc Gasol        | 134   | 8    | 16,8 |
| 5.   | Marco Belinelli   | 133   | 8    | 16,6 |

Rimbalzi
| Pos. | Nome            | Rim. | Gare | RPG  |
| ---- | --------------- | ---- | ---- | ---- |
| 1.   | Damir Markota   | 86   | 8    | 10,8 |
| 2.   | Kaspars Bērziņš | 71   | 7    | 10,1 |
| 3.   | Oleksij Pečerov | 66   | 7    | 9,4  |
| 4.   | Marc Gasol      | 74   | 8    | 9,3  |
| 5.   | Nikola Peković  | 73   | 8    | 9,1  |

Assist
| Pos. | Nome             | Ass. | Gare | APG |
| ---- | ---------------- | ---- | ---- | --- |
| 1.   | Jure Močnik      | 40   | 8    | 5,0 |
| 2.   | Sergio Rodríguez | 33   | 8    | 4,1 |
| 3.   | Barış Ermiş      | 26   | 7    | 3,7 |
| 4.   | Dzmitry Akulich  | 29   | 8    | 3,6 |
| 5.   | Yannick Bokolo   | 26   | 5    | 3,3 |